# Mark V (Panzer)
Der Mark V war ein britischer Panzer des Ersten Weltkrieges und eine Weiterentwicklung des Mark IV. Es existierten mindestens drei verschiedene Ausführungen, die jedoch nicht genau klassifiziert waren.

## Mark V
Der Mark V war zuerst in einer gänzlich neuen Form geplant. Als jedoch im Dezember 1917 verbesserte Motoren und Getriebe lieferbar waren, wurde diese geplante Form aufgegeben und stattdessen der Mark IV in einer verstärkten Version verwendet, so wie es ursprünglich auch beabsichtigt gewesen war. Als neue Teile wurden ein Ricardo-Motor mit nunmehr 150 PS, verbesserte Steuerungsmechanik und ein Planetengetriebe eingebaut. Zum Steuern des Fahrzeuges war nur noch ein Besatzungsmitglied notwendig; auf dem Dach befand sich eine splittersichere Kabine für den Maschinengewehrschützen. Insgesamt wurden 400 Fahrzeuge gefertigt, je 200 Stück in der Ausführung male (deutsch männlich) und female (deutsch weiblich). Einige der Panzer wurden zu sogenannten Zwittern (Hermaphrodites) umgerüstet, indem die kleinen Stabilisierungsflächen entfernt und dafür eine einzelne 6-Pfünder-Kanone eingebaut wurde.
Im Inneren des Panzers ist eine Startkurbel vorhanden, die von zwei einander gegenüber sitzenden Personen betätigt werden kann.  Es gab hinter dem Auspuffschalldämpfer am Dach einen hochschiebbaren, drehbaren Semaphor mit zwei Winkerkellen zur Übermittlung von Nachrichten.

## Mark V*

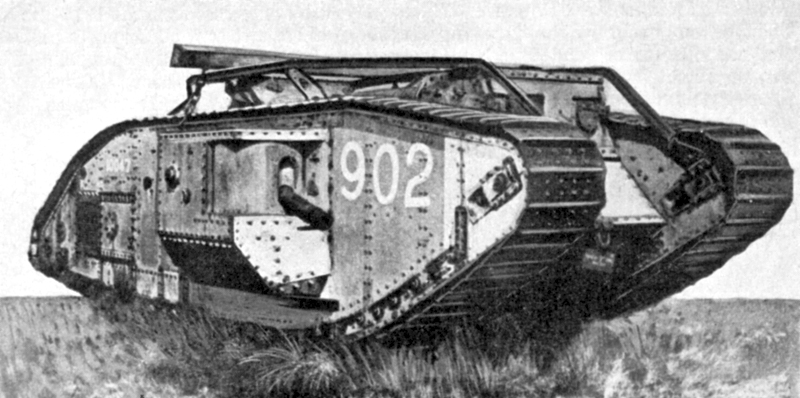
Britischer Mark-V*-Tank – auf dem Dach befindet sich ein Gestell, mit dem die Grabenüberschreitfähigkeit erhöht werden konnte

Sir William Tritton entwickelte 1917 den sog. Kaulquappenschwanz – eine Verlängerung des hinteren Teils des Panzers, um die Grabenüberschreitfähigkeit zu verbessern. Britischerseits hielt man dies für notwendig, da die Gräben der Hindenburglinie eine Breite von bis zu 3,5 Meter aufweisen würden und dadurch die vorhandenen Panzer vor ein unüberwindliches Hindernis gestellt hätten. Als der zum Central Tank Corps Workshops gehörende Major Philip Johnson von diesem Projekt erfuhr, war ihm augenblicklich klar, dass dieser Notbehelf durch die Gewichtszunahme für das ganze Fahrzeug eine zusätzliche und hinderliche Hecklastigkeit bedeuten würde. Es schien ihm daher sinnvoller, einen neuen Typ Panzer zu entwickeln, der einfach länger als der bisherige sein sollte. Er zerschnitt einen Mark IV und streckte die Hülle um 1,8 m (6 feet). Das Fahrzeug hatte einen längeren Turm und Türen in den Seiten der Wanne. Durch die Verlängerung des Aufbaus war es möglich, zusätzlich zur normalen Besatzung bis zu sechs weitere Soldaten unter Panzerschutz zu transportieren. Der Mark V* kann daher als Vorläufer der Schützenpanzer (Infantry Fighting Vehicle) angesehen werden, da der ebenfalls britische Mark IX nicht bewaffnet war und lediglich als gepanzerter Mannschaftstransporter einzustufen ist. Das Gewicht lag bei 33 Tonnen. Von den bestellten 500 männlichen und 200 weiblichen Panzern wurden insgesamt 645 Stück geliefert.

## Mark V**

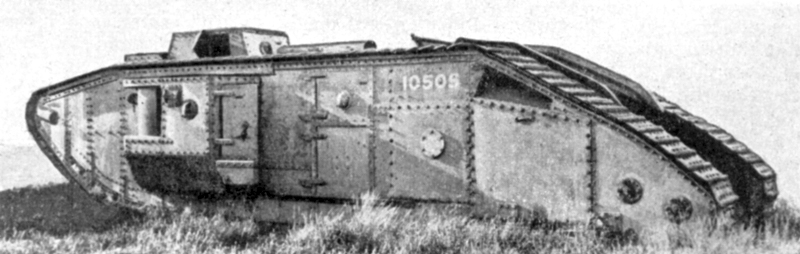
Britischer Mark-V**-Tank

Durch die Verlängerung des Mark V war das Gleichgewicht im Verhältnis Länge-Breite nicht mehr gegeben. Bei Kurven erhöhten sich die Seitenschubkräfte unverhältnismäßig und der Drehkreis wurde inakzeptabel.
Aus diesem Grunde überarbeitete Major Wilson das Fahrzeug im Mai 1918 nochmals, ein stärkerer Motor (225 PS) wurde eingebaut und auch die Lenkbremsen zur Steuerung verstärkt. Die Fahrerkabine erhielt eine Verbindung zur Dachkabine (Kuppel), außerdem baute man im Heck des Panzers eine zusätzliche Maschinengewehrluke ein.
Bestellt waren 750 männliche und 150 weibliche Fahrzeuge; davon wurden 197 Fahrzeuge ausgeliefert.

## Mark V***

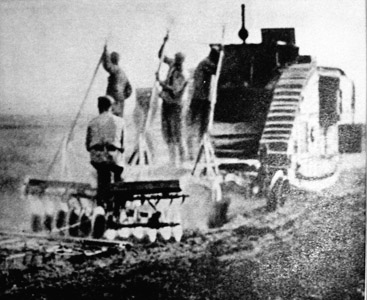
Nachkriegseinsatz in Russland 1920

Kam über das Projektstudium nicht hinaus. Falls das Mark-VIII-Projekt fehlschlagen sollte (hier war für das Jahr 1919 eine Fertigung von 2000 Stück vorgesehen), war geplant, den Mark V*** mit so viel wie möglichen Teilen des Mark V zu bauen und dabei die Manövrierfähigkeit und auch den Komfort für die Besatzung weiter zu erhöhen. Die endgültige Bezeichnung für dieses Fahrzeug sollte Mark X sein.

## Noch vorhandene Fahrzeuge
- Das Panzermuseum Bovington verfügt über einen Mark V (männlich), Nummer 9199, der einzige sich im britischen Besitz befindliche Mark V, der fahrbereit ist. Dieses Fahrzeug war in der Schlacht von Amiens im Einsatz, anlässlich dieser bekam der Kommandant des Panzers das Military Cross verliehen.
- ein Mark V** (weiblich) – Ol'Faithfull, ebenfalls in Bovington.
- ein Mark V (männlich), Devil, im London Imperial War Museum.
- ein Mark V (männlich) – im United States Army Ordnance Museum, Aberdeen, Maryland.
- ein Mark V* (weiblich) – im Patton Museum of Cavalry and Armor, Fort Knox, Kentucky.
- ein Mark V – im Panzermuseum Kubinka, Russland.
- ein Mark V befindet sich als Denkmal in Archangelsk. Es ist ein britisches Fahrzeug, eingesetzt während der alliierten Intervention im russischen Bürgerkrieg.
- zwei Mark Vs, (einer männlich, einer weiblich) als Denkmal in Luhansk, Ukraine; zwei weitere sind eingelagert.
- ein Mark V (weiblich) – Historisches Museum Charkiw, Ukraine.